# 남양군

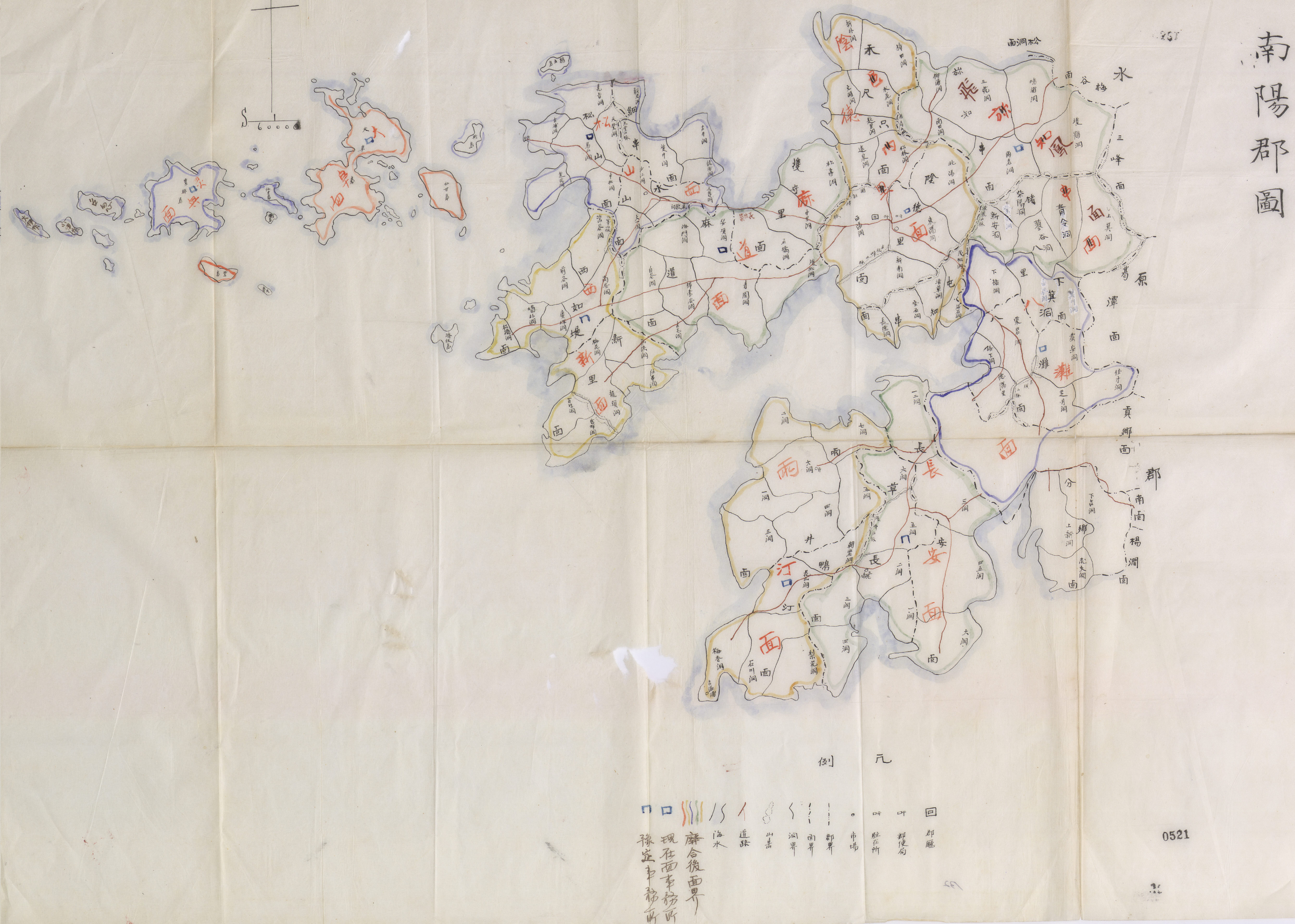
1914년 부군면통폐합 당시 남양군도

남양군(南陽郡)은 경기도의 옛 행정구역으로, 지금의 화성시 서부(남양읍 등)와 안산시 대부동, 인천광역시 옹진군 영흥면 일대이다. 1914년 행정구역 개편으로 수원군과 합쳐졌고, 섬 지역인 대부면과 영흥면은 부천군으로 흡수되었다.
영제(寧堤), 과포(戈浦)는 남양의 별호이다.

## 유래
당은군(唐恩郡), 당성군(唐城郡)으로 불렸다. 백제, 신라가 중국을 오가던 당항성(黨項城)이 이곳에 있었다. 당항성은 백제와 신라가 중국과의 교역(조공)에서 우위를 점하기 위해서 치열한 각축전을 벌이던 곳이었다. 우정읍과 장안면 일대는 삼귀(三歸) 또는 삼괴(三槐)로 불려왔고, 고려 때에는 쌍부현(雙阜縣)이라고 하였다.

## 역사
| Daedongyeojido (Gyujanggak) 13-05.jpg | Daedongyeojido (Gyujanggak) 13-04.jpg |
| Daedongyeojido (Gyujanggak) 14-06.jpg | Daedongyeojido (Gyujanggak) 14-05.jpg |

- 삼한시대 마한의 원양국(爰襄國), 나중의 쌍부현 지역은 상외국(桑外國)으로 추정된다.
- 삼국시대 초기 백제의 영역에 속하여 당성(唐城)으로 불리기 시작하였다.
- 장수왕 이후에 일시 고구려에 점령되었다.
- 백제 성왕 때 잠시 백제 영토로 회복되었다가, 신라의 진흥왕대에 신라로 편입하였다. 이후 당항성으로 불렸다.
- 757년 경덕왕 16년 : 행정제도 개편으로 당은군(唐恩郡)으로 개칭된 후 거성현(車城縣)과 진위현의 2현을 영현으로 관할하였다.[2]
- 829년 흥덕왕 4년 : 당성진(唐城鎭)이 설치되었다.
- 고려시대에 쌍부현(雙阜縣)이 등장했다.
- 1018년 현종9년 : 수주(수원)에 속군(屬郡)으로 편입되었다.나중에 다시 인주(인천)에 편입되었다.
- 1172년 명종2년 : 감무가 설치되었다.
- 1271년 원종12년 : 몽골이 대부도를 침탈하자 섬 주민들이 봉기해 섬멸하였다.
- 1290년 충렬왕 16년 : 홍다구의 고향이라 하여 익주(益州)로 승격되고 지익주사(知益州事)가 파견되었다. 이후 강녕도호부(江寧都護府), 익주목(益州牧)이 설치되었다.
- 1310년 충선왕 2년 : 전국의 목이 혁파되며 다시 남양부가 되었다.
- 1413년 태종 13년 : 남양도호부로 재승격되었다.
- 1644년 인조 22년 : 현으로 강등되었다. 이후 1653년 효종 4년 도호부로 복구, 다시 1661년 현종 2년에 강상죄 사건으로 현으로 강등, 1674년 다시 도호부로 복구되는 혼란을 겪었다.
- 1895년 음력 윤5월 1일 : 23부제로 행정구역이 개편되면서 군으로 편제되어 인천부 남양군으로 재편되었다.[3]
- 1896년 8월 4일 : 경기도 남양군으로 개편되었다.[4]
- 1906년 9월 24일: 수원군에서 팔탄면, 분향면, 장안면, 초장면, 압정면, 오정면을, 인천부에서 이포면을 편입.[5]
- 1914년 4월 1일 : 대부면, 영흥면은 부천군에 편입되고, 나머지 지역은 수원군과 통합되었다.[6]

## 행정 구역
- 음덕리면(陰德里面) - 상리, 중리, 하리, 북리, 고서미리, 서미리(鼠尾里), 서미리(瑞尾里), 석문리, 산양리, 신양리
- 화척지면(禾尺只面) - 외리, 중리, 내리, 장전리, 산화리, 수충리, 양철리, 분지리, 서호리, 문기리, 시리리, 송림리, 원막리, 천곡리
- 둔지곶면(屯知串面) - 장곶리, 덕방리, 안의리, 거석리, 무송리, 신정리, 활초리, 온석리
- 분향리면(分鄕里面) - 상리, 신리, 하리, 안길리, 구밀리, 문언리, 석천리
- 쌍수리면(雙守里面) - 송정리, 중리리, 석교리
- 마도면(麻道面) - 송치리, 쌍봉리, 상원리, 청산리, 해문리, 백곡리, 금당리, 고모리, 슬항리
- 송산면(松山面) - 고잔리, 포막리, 중송리, 천등리, 독지리, 마산리, 화량리, 거지리
- 수산면(水山面) - 삼존리, 봉가리, 사강리, 육교리, 북일리
- 세곶면(細串面) - 대각리, 원정리, 고잔리, 우음도리, 고포리, 용수리, 대정리, 복정리, 천등리, 신리
- 서여제면(西如堤面) - 칠곡리, 전곡리, 상림리, 대안리, 광평리, 장외리, 송교리
- 신리면(新里面) - 홍법리, 사곶리, 용두리, 궁평리, 백미리, 매화리, 제부리
- 며지곶면(旀知串面) - 포촌리, 유지리, 대전리, 신남리, 존의리, 건로리, 백로리, 동학리, 백학리, 검다리, 일수리, 구포리, 연화리, 이화리, 도파리
- 저팔리면(楮八里面) - 자양리, 신안리, 청령리, 요곡리, 상기리, 하기리, 하저리
- 팔탄면(八灘面) - 안산리, 상사천리, 하사천리, 독곡리, 전대리, 언창리, 발안리, 가재리, 율리리, 노상리, 입암리, 노하리, 덕우리, 장지리, 진월리
- 장안면(長安面) - 일리, 이리, 삼리, 사리, 오리, 육리
- 초장면(草長面) - 일리, 이리, 개원리, 삼리, 율전리, 사리, 오리, 육리, 칠리, 진학리
- 우정면(雨井面) - 일리, 이리, 삼리, 사리, 오리, 육리, 칠리, 팔리
- 압정면(鴨汀面) - 일리, 이리, 삼리, 사리, 오리, 육리, 칠리, 팔리, 구리, 국화도리
- 대부면(大阜面) - 선감리, 풍도리, 영전리, 용곶리, 진현리, 상리, 하리
- 영흥면(靈興面) - 선재리, 내리, 외리, 자월리, 대이작리, 소이작리